# Dolors Nunó i Taló
Dolors Nunó i Taló, (Barcelona, 9 d'agost de 1850 - Terrassa, 29 de gener de 1932) és una compositora nascuda l'any 1850 del matrimoni de Jaume Nunó i Roca amb Dolors Taló natural de Terrassa, anterior a la seva unió amb Kate Cecil Remington. Va viure amb son pare a Rochester a l'Estat de Nova York on va exercir de professora de música.
És una de les tres autores que es troben a l'arxiu de la basílica del Sant Esperit de Terrassa, amb una única obra incompleta del pas del segle xix al segle xx, juntament amb Maria Dolors de Vedruna i Minguella i Carme Karr Alfonsetti.
Mor a Terrassa a l'edat de 80 any el 29 de gener de 1932.

## Obra
- «Avemaria».   Inventari dels Fons Musicals de Catalunya.